# دختر قدبلند
دختر قدبلند (انگلیسی: Tall Girl) یک فیلم کمدی رمانتیک نوجوان آمریکایی محصول سال ۲۰۱۹ به کارگردانی نزینگه استوارت، از فیلمنامه سام ولفسون است. در این فیلم آوا میشل، گریفین گلاک، سابرینا کارپنتر، پاریس برلک، لوک آیزنر، کلارا ویلسی، آنجلیکا واشینگتن، ریکو پاریس، آنجلا کینزی و استیو زان بازی می‌کنند. این فیلم توسط نتفلیکس در ۱۳ سپتامبر ۲۰۱۹ منتشر شد.

## خلاصه داستان
جودی، قد بلندترین دختر مدرسه که همیشه به دلیل این ویژگی ظاهری، مورد تمسخر دوستان، همکلاسی‌ها و اطرافیانش قرار گرفته و به انزوا گریخته‌است؛ بالاخره با ورود یک دانش‌آموز جدید به مدرسه، تصمیم می‌گیرد که اعتماد به نفسش را تقویت کند و…

## بازیگران و شخصیت‌ها

### بازیگران اصلی
- آوا میشل (Ava Michelle) در نقش جودی کریمن، دختری ۱۶ ساله با قدی بلند که همین موضوع برایش دردسر شده‌است.
- گریفین گلاک (Griffin Gluck) در نقش جک دانکلمن، دوست همیشگی جودی.
- لوک آیزنر (Luke Eisner) در نقش استیگ مولین.
- کلارا ویلسی (Clara Wilsey) در نقش کیمی استیچر.

## انتشار
این فیلم در ۱۳ سپتامبر ۲۰۱۹ منتشر شد. در ۱۷ اکتبر ۲۰۱۹ اعلام کرد که این فیلم بیش از ۴۱ میلیون بیننده پس از انتشار آن بر روی پلتفرم مشاهده شده‌است.

## پیوند خارجی
- دختر قدبلند در بانک اطلاعات اینترنتی فیلم‌ها (IMDb)
- دختر قدبلند در راتن تومیتوز
- دختر قدبلند در نتفلیکس